# David Nyika
David Nyika (Hamilton, 7 de agosto de 1995) es un deportista neozelandés que compite en boxeo. Participó en los Juegos Olímpicos de Tokio 2020, obteniendo una medalla de bronce en el peso pesado.

## Palmarés internacional
| Juegos Olímpicos | Juegos Olímpicos | Juegos Olímpicos  | Juegos Olímpicos |
| Año              | Lugar            | Medalla           | Categoría        |
| ---------------- | ---------------- | ----------------- | ---------------- |
| 2020             | Tokio (Japón)    | Medalla de bronce | 91 kg            |